# Avahi mooreorum
Avahi mooreorum is een zoogdier uit de familie van de indriachtigen (Indriidae). De wetenschappelijke naam van de soort werd voor het eerst geldig gepubliceerd door Lei et al. in 2008.

## Kenmerken
De vacht is een mengeling van chocolade- en lichtbruin. Onder de onderkaak en achter de achterpoten zitten witte vlekken. Het gezichtsmasker is duidelijk te zien, maar minder dan bij andere wolmaki's van de oostkust. De rugvacht wordt naar de staart toe steeds lichter en is bij de staartwortel vuilwit. De buik is grijs. De staart is roodbruin. Het gewicht bedraagt gemiddeld 0,92 kg.

## Voorkomen
De soort komt voor op Madagaskar. Het dier is in verspreiding beperkt tot het nationaal park Masoala in de provincie Antsiranana en is vernoemd naar een familie Moore die biodiversiteitsbeschermingsprojecten ondersteunt. De soort is het nauwste verwant aan de oostelijke wolmaki (Avahi laniger).